# 김태인
김태인(한국 한자: 金泰仁, 1972년 5월 21일 ~ )은 대한민국의 은퇴한 축구 선수이자 현 축구 지도자로 현역 시절 전북 현대 모터스와 울산 현대미포조선 돌고래 등에서 수비수로 뛰었다.

## 클럽 경력
1995년부터 1999년까지 전북 현대 모터스와 울산 현대미포조선 돌고래 등에서 활동했으나 아킬레스건염에 발목이 잡히면서 결국 4년만에 선수 생활을 마감했다.

## 지도자 경력

### 부탄 대표팀
선수 은퇴 후 1999년부터 2023년까지 무려 24년동안 문래중학교의 감독을 역임하며 2022년 전국소년체육대회 금메달을 이끌었고 그 후 2024년 3월 부탄 A대표팀 제16대 사령탑으로 선임되면서 강병찬, 유기흥에 이어 부탄 A대표팀 역사상 3번째 한국인 사령탑이 되었다.
그 후 3월 22일과 25일 중앙아프리카 공화국, 스리랑카와의 친선 2연전에서 부탄 대표팀 사령탑 데뷔전을 치러 각각 0-6, 0-2의 패배를 기록했다.